# Astrophytum coahuilense
Astrophytum coahuilense là một loài xương rồng thuộc chi Astrophytum. Nó có nguồn gốc từ Mexico, đặc biệt là các khu vực phía tây nam của Coahuila và Durante. Mặc dù bề ngoài khá giống với A. myriostigma, hai loài này có hoa, quả và hạt khác nhau. Astrophytum coahuilense có thể gieo trồng từ hạt. Mặc dù chúng có phát triển khá chậm, vẫn có thể áp dụng phương pháp nuôi trồng như các loại xương rồng khác.